# Knochenschere
Eine Knochenschere ist ein langes, kräftiges chirurgisches Instrument zum Durchtrennen von Knochengewebe. Sie wird vor allem in der Thoraxchirurgie zum Durchtrennen von Rippen eingesetzt. Typische Bauformen sind die Rippenschere nach Gluck und die nach Stille-Giertz.